# 阿方索·马丁内斯
阿方索·马丁内斯·戈麦斯（西班牙語：Alfonso Martínez Gómez，1937年1月24日—2011年4月16日）是西班牙男子篮球运动员。代表西班牙参加了1960年和1968年夏季奥林匹克运动会。1976年退役。2011年在巴塞罗那去世。